# Pabeyan
Pabeyan is een bestuurslaag in het regentschap Tuban van de provincie Oost-Java, Indonesië. Pabeyan telt 2232 inwoners (volkstelling 2010).